# John McVie
John Graham McVie (født 26. november 1945 i Ealing, London) er en britisk bassist, bedst kendt som medlem af Fleetwood Mac gennem knap 40 år.
Som barn studerede McVie trompet, og senere begyndte han at spille guitar. Han skiftede imidlertid til el-bas, og efter at have udstået militærtjeneste og arbejdet knap et år som skatteinspektør blev McVie i 1963 medlem af John Mayall & the Bluesbreakers. Her mødte han en række musikere, bl.a. guitaristen Peter Green og trommeslageren Mick Fleetwood. McVie var medlem af The Bluesbrakers i fem år, afbrudt af korte pauser pga. overforbrug af alkohol.
I 1967 dannede han med Green og Fleetwood gruppen Fleetwood Mac ("Mac" kommer fra McVies efternavn), som fra starten havde moderat succes i Europa. Gruppen havde skiftende medlemmer, med Fleetwood og McVie som det faste holdepunkt.
McVie giftede sig i 1968 med gruppen Chicken Shacks sanger og pianist Christine Perfect, og hun blev fra 1970 medlem af Fleetwood Mac. Efter at Green havde forladt gruppen flyttede McVie og de øvrige medlemmer til Los Angeles, hvor McVie har boet siden. Gruppens musik blev gradvist mere pop-præget, og gruppen opnåede i 1977 stor succes med albummet Rumors. Samme år blev McVie skilt.
Siden slutningen af 1970'erne er Fleetwood Mac fortsat med varierende succes og besætning, stadig med McVie og Fleetwood som faste medlemmer, dog med en pause fra 1995-1997. McVie blev i 1987 ramt af et hjerteanfald pga. alkoholmisbrug og var i perioden derefter på afvænning.
McVie holder sig så vidt muligt ude af offentlighedens søgelys. Han har lavet et enkelt solo-projekt, John McVie's Gotta Band, i 1992, men foretrækker i øvrigt at bruge sin fritid på sejlsport. Han giftede sig i 1978 med Julie Ann Reubens, med hvem han i 1989 fik en datter. 

## Diskografi
- Udgivelser med John Mayall & the Bluesbreakers
- Et lang række udgivelser med Fleetwood Mac
- John McVie's Gotta Band with Lola Thomas (Warner, 1992)